# Sterling (Connecticut)
Sterling è un comune di 3.519 abitanti degli Stati Uniti d'America, situato nella Contea di Windham nello Stato del Connecticut.